# Juan Medina
Juan Antonio Medina "Lloro" (født 1. marts 1971 i Huesca, Spanien) er en spansk komponist, professor og lærer.
Medina studerede komposition på Musikkonservatorierne i Teruel og Zaragoza. Han studerede også komposition i Madrid privat hos Anton Garcia Abril og var på forskellige kompositionskurser med lærere som f.eks. Joan Guinjoan, Luis de Pablo og Leonardo Balada. Medina har skrevet en symfoni, orkesterværker, kammermusik, elektroniskeværker, solostykker for forskellige instrumenter. Han er i dag professor og lærer i computermusik på det Kongelige Musikkonservatorium i Madrid, hvor han også lever. 

## Udvalgte værker
- Symfoni nr. 1 "Edelweiss" (2007) - for orkester
- Symfonisk bevægelse 1866 (1999) - for orkester
- Matutinum (1999) - for saxofoner, klaver og slagtøj
- Vand kvartet (1999) - for strygekvartet